# فتح‌علی‌خان خان باباخان
فتحعلی خان خان باباخان از سیاستمداران ایرانی بود، که در  دوره سوم بعنوان نماینده شیراز در مجلس شورای ملی حضور داشت.